# Gerhard Schnorr
Gerhard Schnorr (* 2. Mai 1923 in Chemnitz; † 22. September 2004 in Innsbruck) war ein deutsch-österreichischer Jurist und Hochschullehrer.

## Leben und Werk
Schnorr studierte nach dem Schulabschluss ab 1942 Rechtswissenschaften an der Universität Leipzig und promovierte zum Dr. jur. 1959 wurde er Privatdozent und nach seiner Habilitation 1960 Dozent für öffentliches Recht an der Universität Köln. Von 1967 bis 1993 war er als Professor an der Juristenfakultät der Universität Innsbruck tätig.

## Schriften (Auswahl)
- Das Arbeitsrecht als Gegenstand internationaler Rechtsetzung. Köln 1960.
- Öffentliches Vereinsrecht. Kommentar zum Vereinsgesetz. Heymann, 1965.
- Die für das Arbeitsrecht spezifischen Rechtsquellen. Wien 1969.
- Arbeits- und sozialrechtliche Fragen der europäischen Integration. Berlin, New York 1974.
- Ausländerbeschäftigungsgesetz. Wien 1976.